# Sydamerikanske kontinentalplade
Den sydamerikanske kontinentalplade er en kontinentalplade som dækker kontinentet Sydamerika og strækker sig østover mod den Midtatlantiske ryg.
Den østlige del er en divergent grænse med den afrikanske plade. Denne grænse udgør den sydlige del af den Midtatlantiske ryg. Den sydlige del grænser op til den antarktiske kontinentalplade og scotiapladen med en kompleks grænse. Vestsiden er en konvergent grænse med den subdukterende nazcaplade. Den nordlige del grænser op til den caribiske plade.
| Geologi | Spire Denne artikel om geologi er en spire som bør udbygges. Du er velkommen til at hjælpe Wikipedia ved at udvide den. |